# Octobre 1985

## Événements
- Mikhaïl Gorbatchev fait accepter par le Politburo le principe d’un retrait des troupes russes d’Afghanistan, assorti de certaines conditions : l’Union soviétique demande aux États-Unis qu’ils cessent d’approvisionner la résistance afghane pour que le régime du président Mohammed Nadjibullah puisse survivre, au prix de concessions aux islamistes fondamentalistes. Au milieu des années 1980, les forces gouvernementales et quelque 120 000 militaires soviétiques contrôlent les villes et routes principales mais le reste du pays est aux mains des rebelles.

- 1er octobre : opération Jambe de bois. Raid de l'armée de l'air israélienne survenu contre le quartier-général de l'Organisation de libération de la Palestine (OLP) à Hammam Chott (Tunisie).

- 6 octobre :
  - Portugal : victoire des conservateurs et percée des centristes lors des élections législatives anticipées[1].
  - Formule 1 : Grand Prix automobile d'Europe.

- 7 octobre : crise de Sigonella. Des terroristes palestiniens détournent le paquebot italien Achille Lauro et tuent un passager américain avant de se réfugier dans un port égyptien. Une négociation italo-égyptienne conduit à promettre un retour en sécurité à ces terroristes dans le pays de leur choix en échange de l’abandon du bateau et de ses passagers. Les quatre palestiniens s’envolent dans un Boeing égyptien, qui est intercepté par la chasse américaine et contraint de se poser sur une base de l’OTAN en Sicile. Washington réclame la livraison des pirates. Bettino Craxi, ayant donné sa parole à l’Égypte, refuse de céder et les quatre Palestiniens vont librement en Yougoslavie le 12 octobre.

- 13 octobre (Formule 1) : Alain Prost devient le premier Français à remporter le Championnat du monde de Formule 1 au volant d'une McLaren-TAG Porsche.

- 15 octobre : durcissement du régime sandiniste au Nicaragua. Suspension des libertés fondamentales[2].

- 18 octobre[3] : création de TransManche Link, consortium de 10 entreprises, cinq françaises et cinq britanniques, chargé de construire le tunnel sous la Manche.

- 19 octobre (Formule 1) : Grand Prix automobile d'Afrique du Sud.

- 22 octobre : 
  - Crise de la dette : les États-Unis lancent le plan Baker[4] qui reprend les prescriptions habituelles du FMI concernant l’ajustement et ajoutant que les meilleurs élèves seraient récompensés par de nouveaux prêts des banques privées et par des financements de la Banque interaméricaine de développement (BID) et de la Banque mondiale. Le plan n’aborde pas la dimension politique du problème (responsabilité des États-Unis qui maintiennent des taux d’intérêts élevés). Ce plan n’aura que peu de retombées.
  - Plan Baker pour faciliter le règlement de la dette des pays sous-développés.

- 26 octobre : le mont Uluru (Ayers Rock), site sacré des Aborigènes d'Australie, est restitué à ses propriétaires ancestraux, les Yankuntjatjara et les Pitjantjatjara, qui en font un parc.

## Naissances
- 1er octobre : 
  - Will Berman, batteur du groupe MGMT.
  - Abdon Atangana, mathématicien camerounais et sud-africaine.
- 2 octobre : Marc-Antoine Le Bret, humoriste et imitateur français.
- 4 octobre : Fabrice Mignot, chef cuisinier et animateur français.
- 8 octobre :
  - Simone Bolelli, joueur de tennis italien.
  - Bruno Mars, chanteur américain
  - Eiji Wentz, acteur et chanteur japonais.
  - Razak Omotoyossi, footballeur béninois († 19 août 2025).
- 10 octobre : Olivier Madiba, entrepreneur camerounais.
- 11 octobre : Michelle Trachtenberg, actrice américaine († 26 février 2025).
- 13 octobre : Ross Edgley, joueur professionnel britannique de water-polo,
- 16 octobre : Carlos Morais, basketteur angolais.
- 17 octobre : Wiska, actrice pornographique ukrainienne.
- 20 octobre : Jennifer Freeman, actrice américaine.
- 22 octobre : Shahnez Boushaki, joueuse de basket-ball algérienne.
- 24 octobre :
  - Lionel Beauxis, rugbyman français, ouvreur du Stade Français Paris, champion du monde moins de 21 ans en 2006.
  - Pablo Mira, humoriste français, cofondateur du Gorafi.
  - Wayne Rooney, footballeur anglais évaluant à Manchester United depuis 2004.
- 25 octobre :
  - Andre Harris, basketteur américain.
  - Ciara Harris, chanteuse américaine.
- 28 octobre : Troian Bellisario, actrice américaine.
- 29 octobre : 
  - Janet Montgomery, actrice anglaise de télévision et de cinéma.
  - Caroline Cejka, coureuse d'orientation suisse.
- 30 octobre : Nicolas Gontard, coureur motocycliste.

## Décès
- 2 octobre : Rock Hudson, (Roy Scherer Fitzgerald), acteur américain (° 17 novembre 1925).
- 9 octobre : Karel De Baere, coureur cycliste belge (° 5 février 1925).
- 10 octobre :
  - Yul Brynner, acteur américain (° 11 juillet 1920).
  - Orson Welles, acteur et réalisateur américain (° 6 mai 1915).
- 14 octobre : Emil Gilels, pianiste russe (° 19 octobre 1916).
- 17 octobre : Madame Simone, comédienne et femme de lettres française (° 3 avril 1877)
- 18 octobre : Stefan Askenase, pianiste polonais (° 10 juillet 1896).
- 22 octobre : Stefano Satta Flores, acteur et dramaturge italien (° 14 janvier 1937).
- 24 octobre : Maurice Roy, cardinal canadien, archevêque de Québec (° 25 janvier 1905).
- 30 octobre : Aimé Dossche, coureur cycliste belge (° 28 mars 1902).
- 31 octobre : Níkos Engonópoulos, peintre et poète grec (° 21 octobre 1907).